# Grubodziób (zwyczajny)
Grubodziób (zwyczajny), pestkojad, grabołusk (Coccothraustes coccothraustes) – gatunek małego ptaka z rodziny łuszczakowatych (Fringillidae), jedyny przedstawiciel monotypowego rodzaju Coccothraustes.

## Występowanie
Zamieszkuje strefę umiarkowaną Eurazji aż po Japonię, oraz północno-zachodnią Afrykę. To ptak częściowo wędrowny lub osiadły w zależności od dostępności pokarmu. Populacje z północnej i północno-wschodniej części areału regularnie na zimę wędrują w kierunku południowo-zachodnim. Osobniki z pozostałych terenów jedynie koczują w poszukiwaniu pokarmu.
W Polsce południowej i zachodniej liczny ptak lęgowy, w pozostałych częściach kraju średnio liczny. Najliczniej występuje w niższych górach, na pogórzach, wyżynach oraz na Pomorzu, Mazurach i ziemi lubuskiej. Nie zasiedla wysokich gór. Nieliczne osobniki zimują i można je wtedy zobaczyć przy karmnikach. Przeloty odbywają się w marcu i od września do listopada. Według szacunków Monitoringu Pospolitych Ptaków Lęgowych, w latach 2013–2018 populacja grubodzioba na terenie Polski liczyła 362–486 tysięcy par lęgowych.

## Systematyka

### Podgatunki
Wyróżniono kilka podgatunków C. coccothraustes:
- C. coccothraustes cocothraustes – Eurazja, osiąga na wschodzie Arguń, na południu Półwysep Iberyjski, Sardynię, środkową część Półwyspu Apenińskiego, północne i wschodnie Bałkany i tereny na północ od Kaukazu. Współwystępuje z C. c. nigricans na zachodzie i południu Bałkanów, w Grecji oraz północno-zachodniej Azji Mniejszej.
- C. coccothraustes buvryi – Maghreb
- C. coccothraustes nigricans – Krym, Kaukaz i Zakaukazie oraz północny Iran i wschodnia Azja Mniejsza
- C. coccothraustes humii – izolowana populacja w Azji Środkowej od wschodniego Afganistanu przez Pamir po Tienszan
- C. coccothraustes shulpini – dorzecze Amuru oraz Mandżuria po Morze Japońskie
- C. coccothraustes japonicus – Sachalin, Kuryle, środkowa i południowa Kamczatka oraz Wyspy Japońskie

## Charakterystyka

### Cechy gatunku

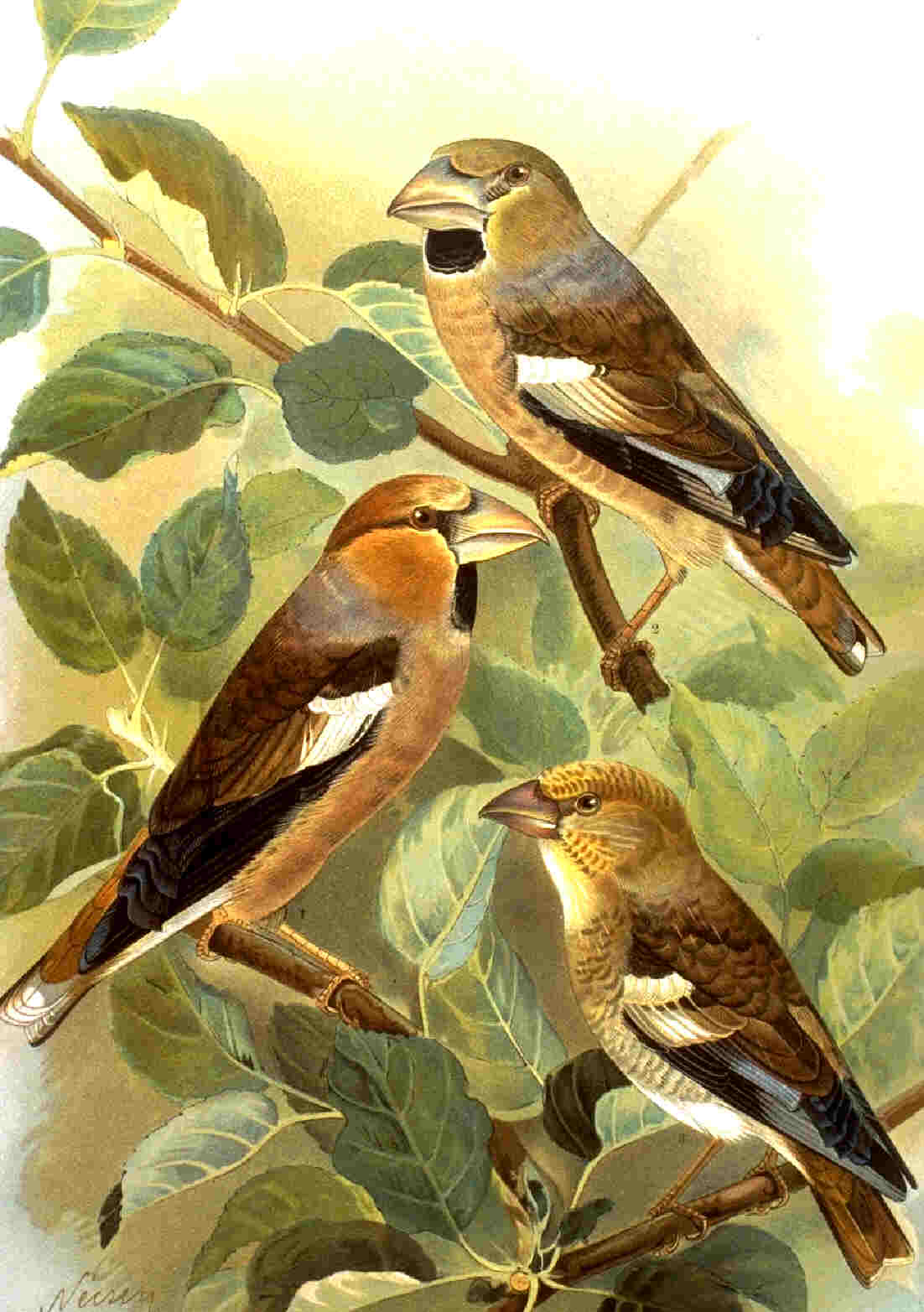
Samica (od góry), samiec (w środku) i osobnik młodociany (na dole)

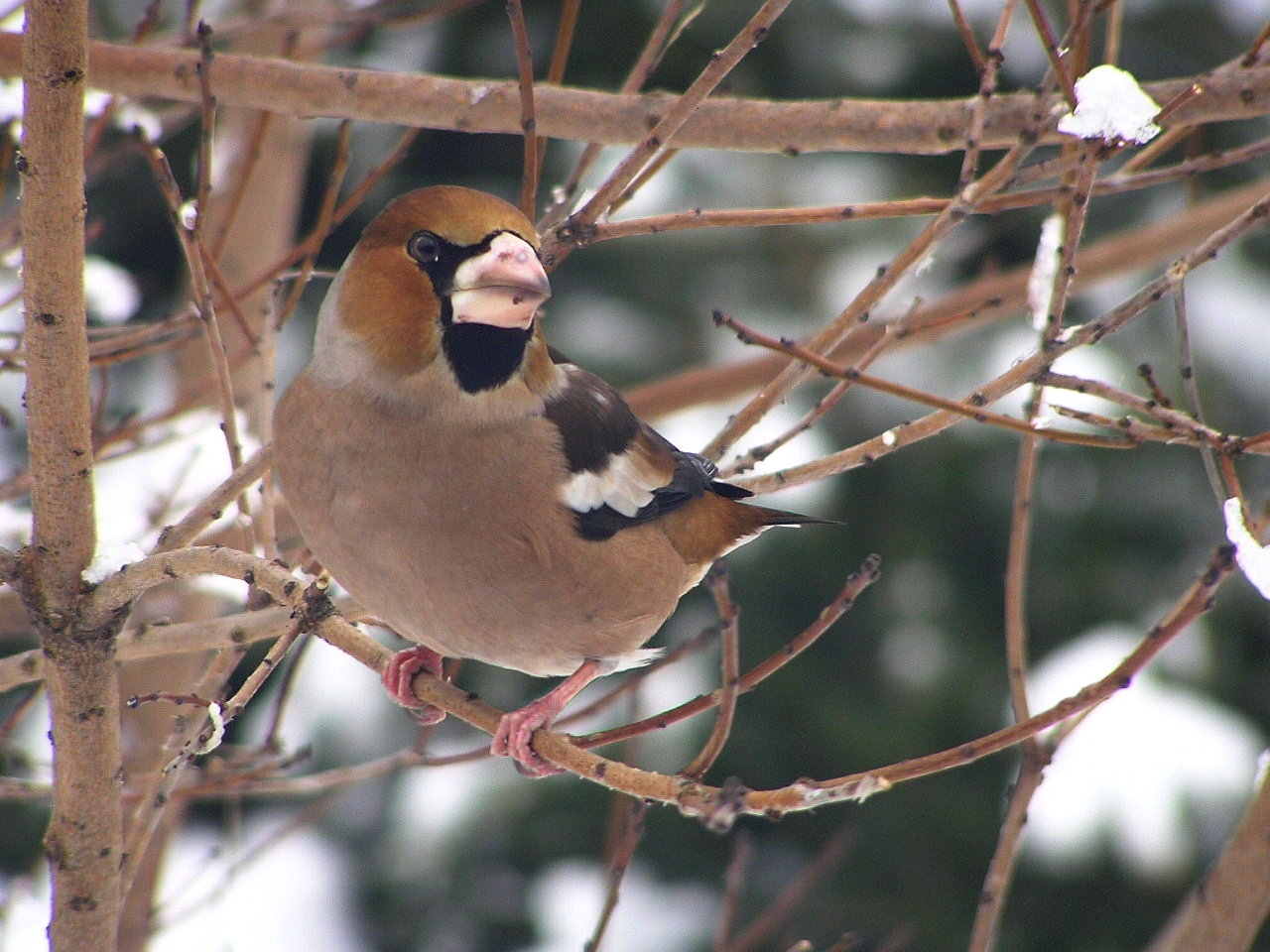
Samica grubodzioba na gałęzi zimą

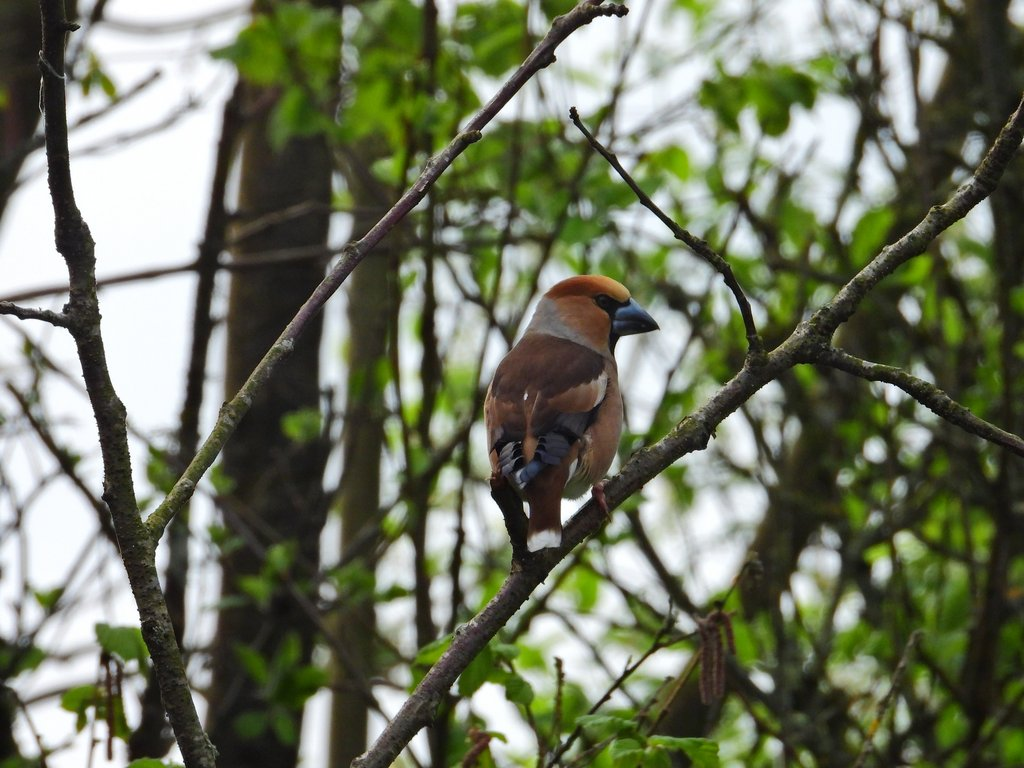
Grubodziób wiosną

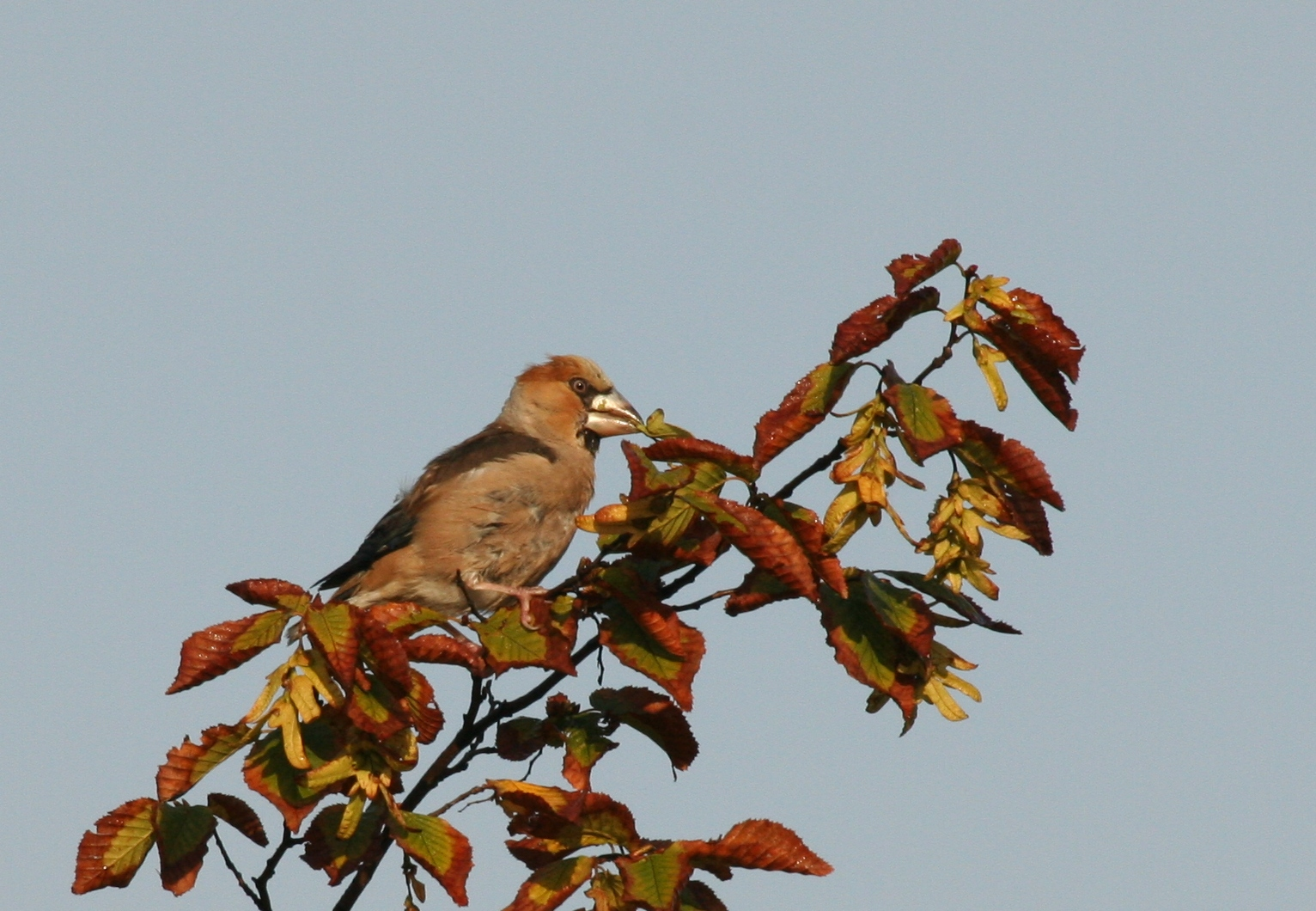
Nacisk wywierany przez dziób grubodzioba sięga 70 kilogramów

Największy łuszczak gnieżdżący się w Polsce, większy od wróbla, o dużej głowie i potężnym, masywnym dziobie i całej sylwetce, krótkiej szyi i ogonie. Obie płci są podobnej wielkości. Upierzenie samca w różnych odcieniach brązu jest bardziej intensywne i błyszczące: głowa, kuper i ogon brązowo-pomarańczowe, kark i potylica szare, podbródek, gardziel i kantarek czarne. Spód ciała beżowy, a grzbiet ciemnobrązowy. Skrzydła ciemne z szeroką biało-beżową pręgą, dobrze widoczną w locie. Lotki połyskują metalicznie granatowo i widać na nich biały ukośny pasek. Niezbyt długi, ale za to gruby i mocny dziób zmienia kolor zależnie od pory roku: w szacie godowej jest niebieskoszary, a w spoczynkowej bladobeżowy (od niego wzięła się nazwa gatunkowa ptaka). W jego wnętrzu znajdują się rowki i listewki, które ułatwiają odpowiednie ułożenie, przytrzymanie i zgniecenie nasion, nawet o grubej łupinie, jak u czeremchy i tarniny. Potężne mięśnie szczęk są w stanie wywrzeć nacisk do 70 kilogramów. Głowa i dziób są potężne i stanowią znaczne przeciwieństwo w stosunku do krótkiego ogona, z białym końcem. Tęczówki oczu są brązowo-szare, a nogi różowe. Samice podobne do samców, ale o bledszej i bardziej szarej kolorystyce upierzenia i większym zmatowieniu, zwłaszcza głowy. Młode podobne do dorosłych w szacie spoczynkowej, ale płowobrązowe z ciemnymi plamkami na brzuchu. Lot nie jest charakterystyczny.
Specyficzne proporcje ciała i potężna sylwetka sprawiają, że grubodzioba łatwo odróżnić od innych ptaków o podobnej wielkości. Jest nieco mniejszy od szpaka. Z pozoru wydaje się niezgrabny, ale lata szybko i lotem falistym. W powietrzu dobrze widać jasny rysunek na skrzydłach i ogonie. Jest ostrożny i skryty – unika siadania na eksponowanych miejscach, choć gdy przelatuje nad bezdrzewnymi siedliskami, nie kryje się.

### Wymiary średnie
- długość ciała – ok. 18 cm
- rozpiętość skrzydeł – ok. 32 cm

### Masa ciała
ok. 50–55 g

### Głos
Ptak, gdy leci lub zbiera pokarm, stale nawołuje ostrymi, krótkimi głosami. Szczególnie hałaśliwe są rodziny, które dopiero opuściły gniazdo i trzymają się razem przez pewien czas. Melodia samca składa się z piszczących i skrzypiących tonów, które nie są zbyt wyraziste. Dźwięk grubodzioba to cykanie, które jest odgłosem kontaktowym, który często wydają ptaki w stadzie. Głos wabiący to „sik sznik” lub „ci ci ci cit”. Śpiew natomiast jest cichy i rzadko słyszany. Dochodzi przeważnie z koron drzew.

## Biotop
Występuje w prześwietlonych lasach liściastych i mieszanych z domieszką grabu lub buku, niekiedy spotykany w miejskich i podmiejskich parkach z rosnącymi tam dużymi drzewami (nawet gdy rosną pojedynczo), zadrzewieniach i sadach. Chętnie przebywa w okolicach zbiorników wodnych. Lasów iglastych unika, rzadziej też zasiedla drzewostany iglaste. Występuje na niższych i średnich wysokościach nad poziomem morza. W trakcie wędrówek i zimą spotyka się go w bardzo różnych środowiskach – od lasów po ugory porośnięte bylinami. W okresie lęgowym przebywa w koronach drzew, toteż trudno go tam zauważyć. Tym bardziej, że stara się nie zwracać na siebie uwagi. Jesienią i zimą pojawia się na terenach otwartych, gdzie skupia się w stada, które przeważnie liczą do 30 osobników, a wyjątkowo do 1000.

## Okres lęgowy

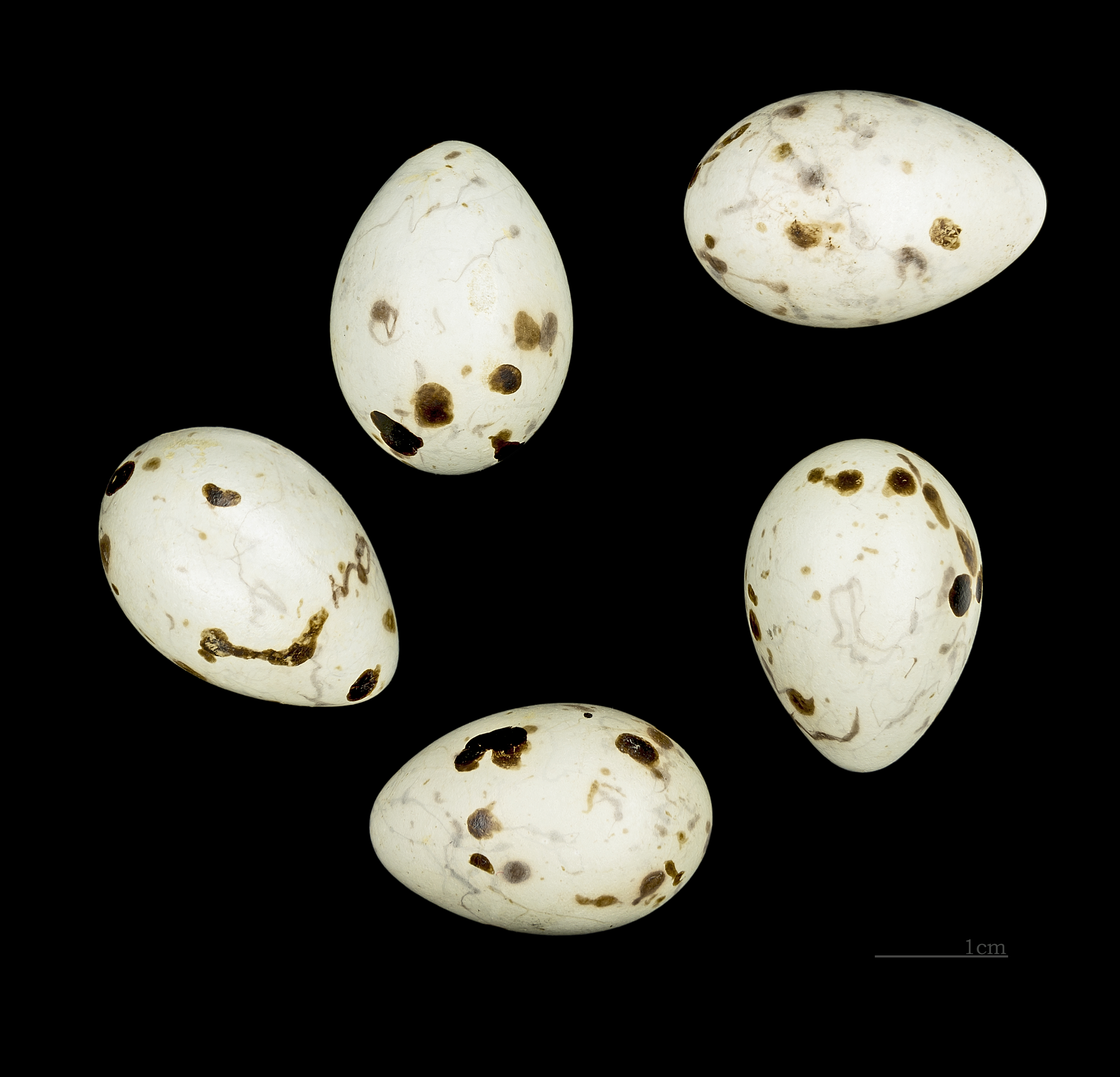
Jaja z kolekcji muzealnej

Trwa od maja do czerwca. Grubodzioby wyprowadzają jeden lęg w ciągu roku.

### Gniazdo
W rozwidleniu grubych, bocznych poziomych gałęzi w pewnej odległości od pnia w koronie drzewa lub w krzewie, najczęściej na wysokości od 4 do 7 m. Podstawę czarki stanowią gałązki, trawa, mech, porosty, włosy, pióra i korzonki. Tworzone pary są monogamiczne.

### Jaja
Na początku maja składa 3–6 różnobiegunowych, wydłużonych jaj z tłem bladozielonkawym z nielicznymi, czarnymi i szarobrązowymi plamkami lub kreskami o średnich wymiarach 24×17 mm.

### Wysiadywanie
Od złożenia ostatniego jaja trwa ok. 11–14 dni i jest wykonywane przez samicę. Samiec w tym czasie ją karmi. Pisklęta, gniazdowniki, przebywają w gnieździe ok. 11–14 dni. Mają na sobie szary puch. Karmione są przez oboje rodziców.

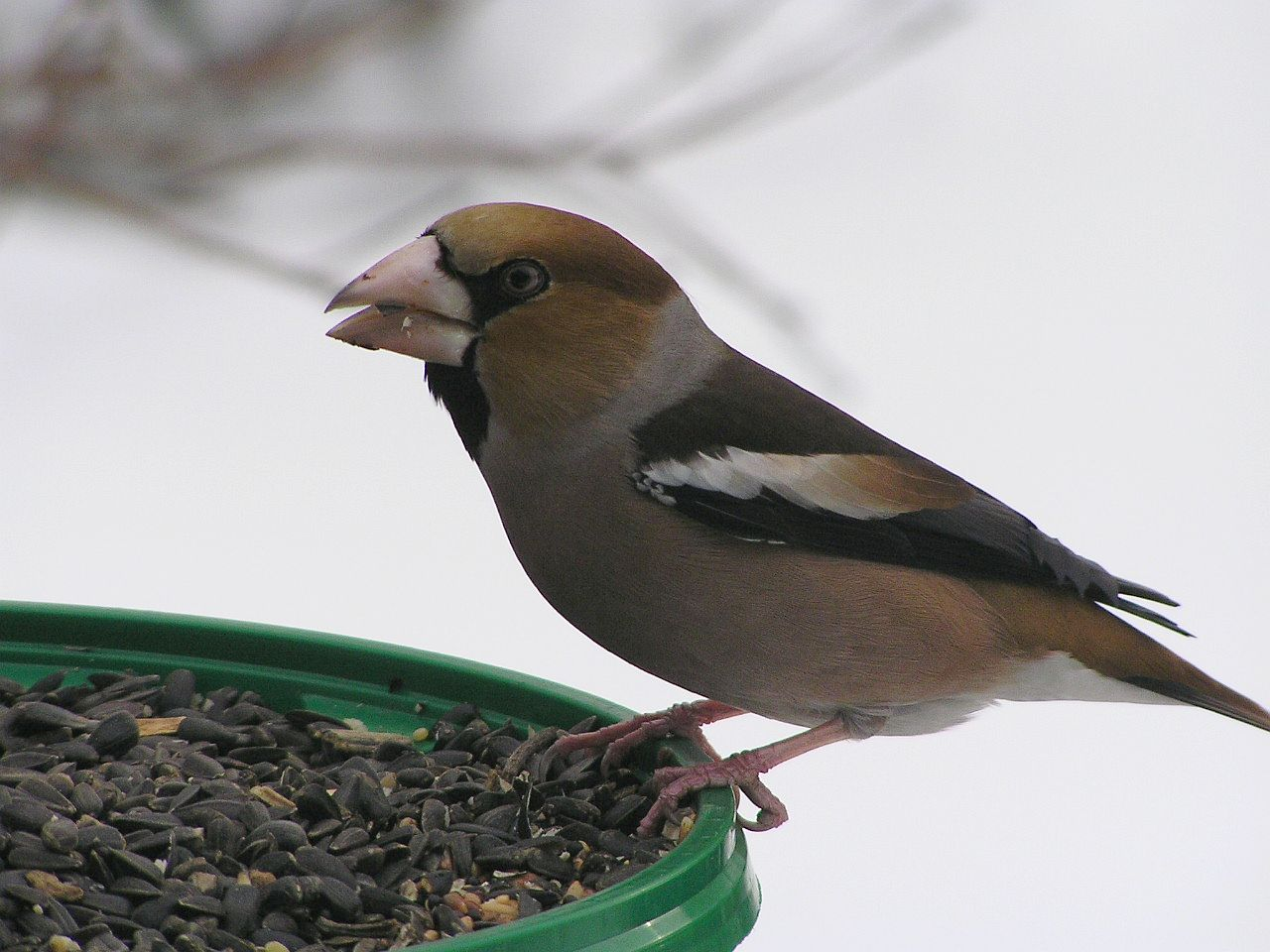
Zimą grubodzioby przylatują czasem do karmników z nasionami słonecznika

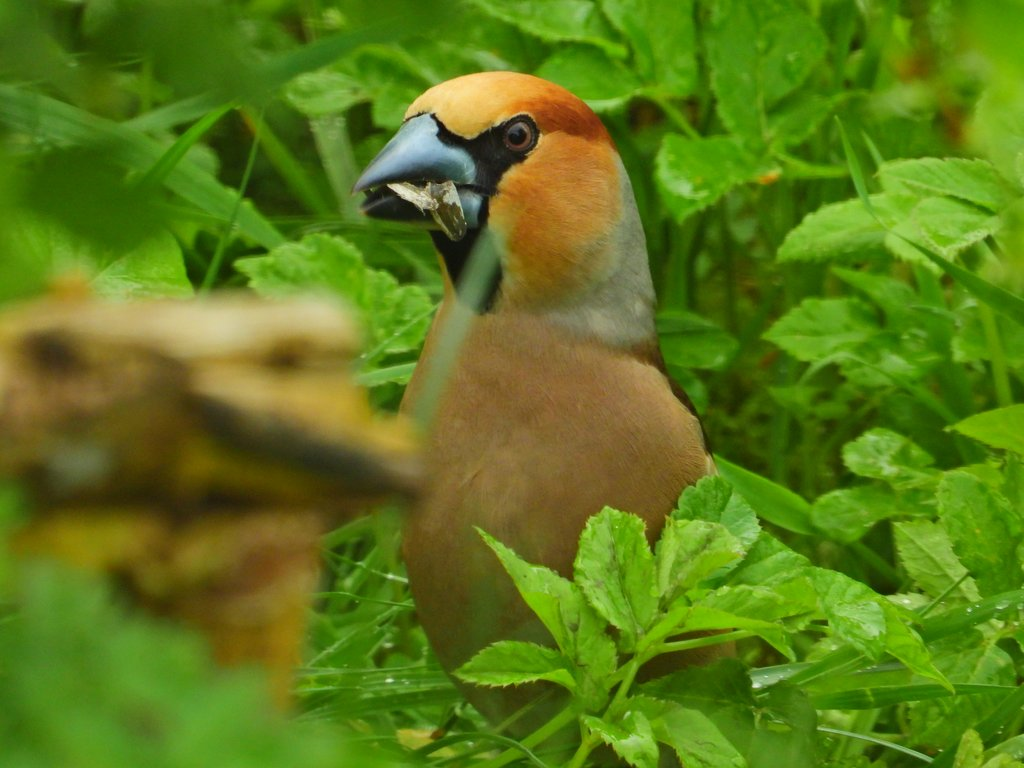
Grubodziób wiosną pod karmnikiem

## Pożywienie
Podstawę pokarmu stanowią duże, suche nasiona drzew iglastych i liściastych oraz pestki (jawora, leszczyny), ale też nasiona mięsistych owoców – głównie pestki dzikiej wiśni lub czereśni (a czasem nawet jabłek i gruszek, a na polach grochu), również nasiona innych drzew, w tym buka i grabu, a także łuskane nasiona orzecha włoskiego. Oprócz tego żywi się pączkami, kwiatami, owocami, młodymi pęczkami. Wiosną w okresie lęgowym chwyta też gąsienice i inne bezkręgowce. Pisklęta są karmione zwykle rozmiękczonymi nasionami, a także owadami i pająkami.
Dzięki swojemu charakterystycznemu, potężnemu dziobowi z łatwością rozłupuje lub miażdży pestki z owoców, np. czereśni i dzikich śliw. Nie interesuje go zwykle sam miękisz owocu, który zręcznie usuwa brzegiem dzioba, ale zależy mu na zarodku przyszłego drzewa. Pestką manipuluje w dziobie przez chwilę, aż znajdzie najwłaściwsze ułożenie, po czym zaciska szczęki i pestka pęka z głośnym trzaskiem. Wtedy ptak zjada jej zawartość. Rodzinne stada po okresie lęgowym, wspólnie koczując na otwartych terenach, żerują zwykle na ziemi. Latem szuka pokarmu pod osłoną liści. Potrafi łowić owady w locie.

## Status i ochrona
IUCN uznaje grubodzioba za gatunek najmniejszej troski (LC – Least Concern) nieprzerwanie od 1988 roku. Liczebność światowej populacji, wstępnie obliczona w oparciu o szacunki organizacji BirdLife International dla Europy z 2015 roku, zawiera się w przedziale 10–22 milionów dorosłych osobników. Globalny trend liczebności populacji uznawany jest za wzrostowy.
Na terenie Polski grubodziób jest objęty ścisłą ochroną gatunkową. Na Czerwonej liście ptaków Polski został sklasyfikowany jako gatunek najmniejszej troski (LC).
Pojawiła się opinia o szkodliwym oddziaływaniu grubodzioba na sady czereśniowe. Jednak w rzeczywistości jego dość niska liczebność sprawia, że szkody są nieznaczne. Poza tym, gdy czereśnie dojrzewają, ptaki te korzystają również z innych źródeł pokarmu, których wtedy nie brakuje.